# Стиперница
Стиперница је насељено место у саставу града Преграде у Крапинско-загорској жупанији, Хрватска. До територијалне реорганизације у Хрватској налазила се у саставу старе општине Преграда.

## Становништво
На попису становништва 2011. године, Стиперница је имала 172 становника.

## Попис1991.
На попису становништва 1991. године, насељено место Стиперница је имало 207 становника, следећег националног састава:
| Попис 1991.‍ | Попис 1991.‍ | Попис 1991.‍ | Попис 1991.‍ | Попис 1991.‍ |
| ----------- | ----------- | ----------- | ----------- | ----------- |
|             |             |             |             |             |
| Хрвати      | Хрвати      |             | 203         | 98,06%      |
| Словенци    | Словенци    |             | 1           | 0,48%       |
| непознато   | непознато   |             | 3           | 1,44%       |
| укупно: 207 |             |             |             |             |